# Bảo tàng Thành phố Maksymilian Chrobok ở Ruda Śląska
Bảo tàng Thành phố Maksymilian Chrobok ở Ruda Śląska (tiếng Ba Lan: Muzeum Miejskie im. Maksymiliana Chroboka w Rudzie Śląskiej) là một bảo tàng tọa lạc tại số 26 Phố Wolności, Ruda Śląska, Ba Lan.

## Lược sử hình thành
Bảo tàng Thành phố Maksymilian Chrobok ở Ruda Śląska ra đời trên cơ sở Phòng Khu vực Thành phố, được thành lập vào năm 1976 tại Ruda Śląska. Phòng Khu vực Thành phố hoạt động tại Hội những người bạn của Thành phố Ruda Śląska, và từ năm 1983, được đổi tên thành Bảo tàng Xã hội. Một năm sau, tên của Maksymilian Chrobok - người đồng sáng lập và giám đốc đầu tiên của Bảo tàng - được đặt vào tên của Bảo tàng. Tháng 12 năm 1990, Bảo tàng Xã hội Maksymilian Chrobok được chuyển đổi thành một tổ chức cấp thành phố.

## Triển lãm
Bộ sưu tập của Bảo tàng Thành phố Maksymilian Chrobok ở Ruda Śląska hiện đang bao gồm các triển lãm thường trực sau:
- Lịch sử khai thác ở Ruda Śląska
- Đời sống xã hội ở Ruda Śląska
- Nội thất nhà ở của một công nhân ở Thượng Silesia
- Các yếu tố văn hóa dân gian ở Thượng Silesia
- Những cuộc nổi dậy của người Silesian và các sự kiện toàn dân
- Jan Stefan Dworak
- Phòng trưng bày các nghệ sĩ chuyên nghiệp của Ruda Śląska
- Kochłowice Grodzisko